# Awk
Az awk egy olyan programozási nyelv, amit szöveges állományok feldolgozására terveztek.
Egy tipikus awk programot (szkript) egy interpreter olvas be és hajt végre. A szkript végrehajtása során a feldolgozott szöveges állomány(ok)at (tartalmának változatlanul hagyásával) másféle kimenetté formálja át.
A bemeneti adatok változatlanul hagyása biztosítja, hogy ugyanazon adatokra (például szövegfájlok) többféle awk program is futtatható egymás után, vagyis ugyanazon fájl(ok)ból többféle adat is kinyerhető legyen.

## Története
Elnevezése a megalkotói – Alfred Aho, Peter Weinberger és Brian Kernighan – családneveinek kezdőbetűiből született. Az eredeti awk az 1977-ben az AT&T Bell laboratóriumában készült. Ideális szöveges állományok szűrésére, átformálására és kiértékelésére. Ma is minden Unix rendszeren van legalább egy awk változat. A Free Software Foundation a gawk nevű változatot gondozza, a Linux disztribúciókkal is jellemzően a gawk implementációt szállítják. Windows rendszerekhez is letölthető a gawk például a Cygwin részeként.
Elérhető MS-DOS, Atari és Amiga operációs rendszerek alatt is. Megszületése óta számos bővítése létezik, például QTAwk, Xgawk (awk+xml), Jawk (Java alapú) stb.
Az awk nyelv ereje, rövidsége, de az awk szkriptek határainak felismerése adta Larry Wallnak az ötletet a Perl nyelv kifejlesztésére.
A futási sebesség növelése miatt kísérletek történtek awk programok fordítására is, azonban az eltérő utasításkészlet miatt például csak a tawk-szkript fordítható le futtatható kóddá.

## Egy awk program működése
Egy awk szkript futtatásához szükség van egy awk nyelvet feldolgozó (gawk, nawk stb.) interpreterre, a megfelelő szövegállomány(ok)ra és többnyire egy szkriptre, amely a tevékenységeket írja le. A nyelv tömörsége miatt néhány program olyan rövid, hogy parancssori paraméterként is beadható az interpreter részére. Alapértelmezés szerint az interpreter a szabványos bemenetről olvassa a feldolgozandó adatokat (stdin) és az eredményeket a szabványos kimenetre írja (stdout), azonban átirányításokkal a működése kiterjeszthető.
Az awk adatvezérelt nyelv: minták és tevékenységek sorozatából áll. Beolvas egy sort, automatikusan mezőkre (szavakra) darabolja és a megadott feltételek szerint elvégzi a minta egyezőségének vizsgálatát. Ha van egyezés, akkor a mintához tartozó egy vagy több tevékenységet hajtja végre, majd a szabványos kimenetre írja. Ezután a következő sor feldolgozása történik a fentiek szerint, míg csak a fájl végére nem ér.

## Egy awk program részei
Egy awk program a következő részekből állhat:
- előkészítő rész;
- saját függvénydefiníciók;
- programtörzs;
- befejező rész.

Fenti részekből a program sajátosságai szerint tetszőleges részek elhagyhatóak, ha az adott program nem igényli (például nincs előkészítésre szükség vagy nincsenek saját függvények, stb.).

### Előkészítő rész
Jellemzően értékadó, vagy programfutást előkészítő parancsok találhatók ebben a részben.
```
BEGIN
 
{
 
parancsok
 
}

#Adatbeolvasás előtt BEGIN kapcsos zárójelei közötti parancsokat hajtja végre.

#A BEGIN speciális mintaként is értelmezhető.

```

### Saját függvénydefiníciók
A programok szerkesztését, futtatását megkönnyíti, ha a felhasználó új utasításokat hozhat létre a meglévő nyelvi elemek felhasználásával.

### Programtörzs
A legegyszerűbb awk programok csak a programtörzset tartalmazzák és általában mintából és a mintához tartozó parancsokból, más néven tevékenységből állnak:
```
/1. minta/
 
{
 
parancsok
 
}

/2. minta/
 
{
 
parancsok
 
}

/minta/

# Ha nincs külön parancs megadva, a mintának megfelelő sort kinyomtatja  a standard outputra.

{
 
tevékenységek
 
}

# Ha nincs minta megadva, a tevékenységeket minden sorra egymás után végrehajtja.

```

Az awk soronként olvassa a bemenetet, ezért az awk program működéséhez kis operatív memória is elegendő. Minden beolvasott sort összehasonlít a mintákkal, és abban az esetben, ha illeszkedést talál, a mintához tartozó parancsokat végrehajtja. A mintákat a szabályos kifejezések szabályai szerint fejti ki, vagyis a minták reguláris kifejezéseket is tartalmazhatnak.

### Befejező rész
Az összes adat feldolgozása és a többi parancs végrehajtása után a befejező rész parancsait hajtja végre. Jellemzően összegző- és formázó utasítások találhatók ebben a részben. Az END speciális mintaként is értelmezhető.
```
END
 
{
tevékenységek
}

```

## Jelkészlet
Egy awk program nyelvi elemei az angol abc kis- és nagybetűit, számokat, írásjeleket és az aláhúzásjelet tartalmazhatják. A kis- és nagybetűvel jelölt azonosítók különbözőek.

## Nyelvi elemek
Az awk számos nyelvi elemet használ a programozás megkönnyítésére, így például:
- változók,
- rekordok és mezők,
- tömbök,
- minták,
- tevékenységek,
- operátorok,
- vezérlő utasítások,
- be- és kimeneti utasítások,
- belső függvények,
- saját függvények.
- konstansok.

### Változók
Egy awk szkript változói lehetnek
- felhasználó által létrehozott változók és
- előre definiált (belső) változók.

Az awk változói globális változók és azáltal jönnek létre, hogy használni kezdik őket, tehát dinamikus változók. A változók értéke lehet sztring vagy lebegőpontos szám, a használat módjától függően. Léteznek lokális változók is, amelyek csak az adott saját függvényen belül láthatóak, ezeket a függvény paraméterlistája után kell felsorolni.
Belső változók
A belső változók mindig globálisak és a program működését befolyásolják. Megállapodás szerint a belső változókat mindig nagybetűkkel jelölik.
Példák belső változókra:
- NR (Number of Records) A beolvasott rekordok (sorok) számát tartja nyilván.
- NF (Number of Fields) A beolvasott és feldolgozás alatt lévő rekord (sor) mezőinek (szavainak száma) Az utolsó mező a $NF.
- FILENAME A feldolgozás alatt álló fájl neve.
- FS (Field Separator) A mezőelválasztó karaktert tartalmazza, amely mentén az awk elvégzi a $0 tartalmának darabolását, alapértelmezés szerint a szóköz és a tabulátor jele. FS ="," hatására a mezők szétvágása nem szóközök mentén történik, hanem a vesszőkig (például CDF-formátum feldolgozása). A beolvasott rekord mezőelválasztó karakterei nem kerülnek feldolgozásra és tárolásra, csupán egy jelzés a feldolgozónak.
- RS (Record separator) Alapértelmezés szerint a sorvége jel, de tetszés szerint megváltoztatható.
- OFS (Output Field Separator) a kiírt mezőket (szavakat) elválasztó karakter. Alapértelmezés szerint a szóköz.
- ORS: (Output Record Separator) a kiírt rekordok (sorok) közötti határolójel. Alapértelmezés szerint az újsor jel.
- OFMT (Output Format) A számok kiírási formátumát tartalmazza. Alapértelmezés szerint OFMT = "%.6g".

### Rekordok és mezők
A feldolgozott szövegfájl egy sorát rekordnak nevezik. Egy rekord az RS belső változó által meghatározott karakterig tart. RS = "."  esetén a rekord hossza éppen egy mondat, függetlenül az újsor jeltől.
Vannak előre megadott belső változók, amelyek minden rekord (sor) feldolgozásakor automatikusan értéket kapnak. Például:
- $0 az éppen feldolgozás alatt álló rekordot tartalmazza, vagyis a alapértelmezés szerint a feldolgozás alatt álló sort;
- $1, $2, …$n :a sor egyes elemei, más szavakkal a rekord mezői; alapértelmezés szerint egymástól szóközzel vagy tabulátorjellel elválasztott részei (szavak). A mezők automatikusan jönnek létre a rekord beolvasása során. Ez az automatikus felbontás nagyon egyszerűvé és hatékonnyá teszi az adatfeldolgozást. A mezőkre hivatkozni sorszámukkal lehet:

```
t
 
=
 
$
2
 
*
5

# a t változó a második mező ötszörös értékét veszi fel

k
 
=
 
$
1
 
+
 
$
3

# a k változóban az első és a harmadik mező összege tárolódik

```

A mezők indexe csak pozitív egész lehet, negatív mezőhivatkozások (például $-2) fatális hibát okoznak. Az aktuális rekordban lévő mezők számát az NF belső változó tartalmazza. Értéke rekordról rekordra változhat.

### Tömbök
A tömböket az awk-ban szögletes zárójelekkel []jelölik és minden tömb asszociatív (azaz sztringekkel indexelt). A tömb egyes részeit elválasztó karakter a SUBSEP belső változóban tárolódik. Lehetséges többdimenziós tömbök használata is.

### Minták
Az awk minták a következők lehetnek:
- /reguláris kifejezés/
- relációs kifejezés
- minta && minta
- minta || minta
- minta ? minta : minta
- (minta)
- ! minta
- minta1, minta2

A legtöbb leírás speciális mintaként tárgyalja a BEGIN és az END részeket. Sajnos ezek végrehajtása kötött és nem keverhetők más mintákkal, továbbá nem érvényes rájuk az awk mintákra jellemző inputfüggés sem: a BEGIN törzse azelőtt hajtódik végre, mielőtt a bemeneti adatok feldolgozása elkezdődne, az END törzse pedig azután, ha minden bemeneti adat feldolgozása befejeződött. Ezért néhány leírás nem is tekinti őket mintáknak, hanem előkészítő és befejező részként tárgyalja. A BEGIN és az END részek törzse nem hiányozhat.

### Tevékenységek
A tevékenységek utasításai kapcsos zárójelek között szerepelnek.

### Operátorok
Az awk operátorai között is érvényes a műveleti sorrend (precedencia), amely szerint összetett kifejezésekben először a magasabb precedenciájú műveletek értékelődnek ki. Az AWK operátorai csökkenő precedencia szerint:
| Operátor            | Jelentése                                                  |
| ------------------- | ---------------------------------------------------------- |
| ()                  | Csoportosítás.                                             |
| $                   | Mezőhivatkozás.                                            |
| ++ --               | Inkrementálás és dekrementálás, lehet prefix és postfix.   |
| ^                   | Hatványozás (** szintén, **= pedig értékadó operátorként). |
| + - !               | Egyoperandusú plusz/mínusz és logikai tagadás.             |
| * / %               | Szorzás, osztás és maradékképzés.                          |
| + -                 | Összeadás és kivonás.                                      |
| szóköz              | Sztringek összekapcsolása (konkatenáció).                  |
| < > <= >= != ==     | Relációs operátorok.                                       |
| ~ !~                | Reguláris kifejezés illeszkedése és nem-illeszkedése.      |
| in                  | Tömbhöz tartozás vizsgálata.                               |
| &&                  | Logikai ÉS.                                                |
| \|\|                | Logikai VAGY.                                              |
| ?:                  | Feltételes kifejezés.                                      |
| = += -= *= /= %= ^= | Értékadás.                                                 |

### Vezérlő utasítások
Legegyszerűbb esetben a vezérlő utasítás(oka)t kapcsos zárójelben lehet elhelyezni. Egy sorban több utasítás is elhelyezhető, ha használják az utasításokat lezáró pontosvesszőt. Példák:
```
{
 
print
 
$
1
 
}

{
 
print
 
$
1
,
 
$
3
;
 
print
 
i
}

```

Vezérlő utasításokkal feltételek vizsgálata is elvégezhető vagy ciklusok, ugrások hajthatók végre vagy a tömb(ök) elemei vizsgálhatók, törölhetőek:
- if (feltétel) utasítás [ else utasítás ]
- while (feltétel) utasítás
- do utasítás while (feltétel)
- for (kif1; kif2; kif3) utasítás
- for (var in array) utasítás
- break
- continue
- delete array[index]
- delete array
- exit [ kifejezés ]

### Be- és kimeneti utasítások
Az awk mindössze néhány be- és kimeneti utasítással rendelkezik, mint például a getline, print, printf, next.

### Belső függvények
A belső függvények numerikus- sztring- és időfüggvények.

### Saját függvények
Saját függvény definiálása a function kulcsszó segítségével történhet. Néhány awk-változat elfogadja a rövidebb, négybetűs func alakot is. Például a valami nevű függvény definíciója a következők szerint épül fel:
```
function
 
valami
(
paraméterek__és_lokális_változók
)

{

  
függvénytörzs

}

```

Paraméterek és lokális változók
Ha a saját függvény egy vagy több paramétert vesz át, akkor azokat a függvény neve utáni zárójelben kell megadni, vesszővel elválasztva, hasonlóan a c-nyelvhez. A következő példa három paramétert vár (a, b, és c) továbbá egy lokális változója is van (az i):
```
function
 
add
(
a
,
b
,
c
,
 
i
)

{

 
i
=
 
2
;

  
függvénytörzs

 
# a függvényből való kilépéskor törlődik az i változó értéke (lokális)

}

```

Megállapodás szerint a lokális változót egy tabulátor választja el a függvény paramétereitől (megkönnyíti az olvasást).
A lokális változók csak a függvény lezáró kapcsos zárójeléig „élnek” és automatikusan megszűnnek. Amennyiben egy változó neve a függvény paraméterei után nincs felsorolva, automatikusan globális változóvá válik:
```
function
 
add
(
a
,
b
,
c
)

{

 
i
 
=
 
2
;

  
függvénytörzs

 
# a függvényből való kilépéskor megőrződik az i változó értéke (globális)

}

```

Függvénytörzs
A függvény törzsében minden awk-művelet megengedett, beleértve a szabályos kifejezést, értékadást, függvényhívást, mintakeresést és feldolgozást, stb.
A függvénytörzsben a rekurzió megengedett. Visszatérési érték a return utasítás után adható meg. Amennyiben a return után nem áll paraméter, úgy a visszatérési érték határozatlan, mint a c-nyelv void-típusú függvényeiben.
A return számára lokális változó értéke is átadható, mert a lokális változó értékének törlése előtt az érték visszaadására szolgáló memóriaterületre. Előrehivatkozás megengedett, mivel az interpreter először beolvassa az egész programot, és – hibamentes program esetén – csak a teljes program beolvasása után kezdi el végrehajtani. Egy saját függvény definíciója tehát bárhol előfordulhat az awk program szabályai szerint. Így nem fordulhat elő, hogy egy awk-függvény a hívás során még nem ismert: például ha a programban a hívás helye után van definiálva.
Egy egyszerű függvénydefiníció lehet például a következő:
```
 
function
 
add_three
 
(
number
,
 
temp
)
 
{

   
temp
 
=
 
number
 
+
 
3

   
return
 
temp
 
# temp értékének átmásolása a return területére

 
}
 
# temp nevű lokális változó törlése

```

Egy definiált saját függvény a nevének megadásával hívható meg. Saját függvény megadható paraméterként is: A következő példában a print utasítás paramétereként kapja az add_three függvényt, amely pedig egy numerikus értéket kap paraméterként (esetünkben a 36-ot). Eredményeképpen 39 íródik a kimenetre:
```
 
print
 
add_three
(
36
)

```

### Konstansok
Az awk kizárólag sztring konstansokat használ, amelyek vezérlésre szolgálnak. A sztring konstansokat idézőjelben kell megadni, például az újsor jele "\n"

## Awk parancsok
Az awk nyelv szintaxisa hasonlít a C nyelvéhez, ami nem csoda, hiszen az awk nyelv egyik szerzője, Brian W. Kernighan a C nyelv megalkotója.
Elemi parancsok a változóknak való értékadás, a változók összehasonlítása, az elágazás (if…else) és a ciklus (for, while). Emellett belső függvényeket, illetve saját implementálású függvényeket is meg lehet hívni.
Az adatokat a "print" paranccsal lehet kinyomtatni, azaz a kimenetre írni. Például egy sor második mezője a
```
  
print
 
$
2

```

paranccsal íratható ki a szabványos kimenetre.

## Példák

### Helló, világ!
A „Helló, világ!” program awk-ban a következőképpen implementálható:
```
 
BEGIN
 
{
 
print
 
"Helló, világ!"
 
}

```

### Adott karakterszámnál hosszabb sorok kiíratása
A következő programmal a 80 karakternél hosszabb sorokat írja ki. Vegyük észre, hogy az alapértelmezett akció a sor kiírása:
```
 
length
 
>
 
80

```

### Minden n. sor kiírása
Adatsorok egyenletes ritkítására is felhasználható az awk. Az alábbi programot végrehajtva az awk minden 4. sort ír a kimenetre:
```
 
awk
 
'{if (count++%4==0) print $0;}'
 
adatsorom
.
csv

```

vagy egyszerűbben:
```
 
awk
 
'!(count++%4)'
 
adatsorom
.
csv

```

### Sorok, szavak és karakterek megszámlálása
Az alábbi awk program megszámolja, majd kiírja a bemeneti fájlban lévő sorok, szavak és karakterek számát úgy, mint a wc nevű program:
```
# cnt.awk -- szamlalo

 
{

     
w
 
+=
 
NF

     
c
 
+=
 
length
 
+
 
1

 
}

 
END
 
{
 
print
 
NR
,
 
w
,
 
c
 
}

```

Néhány sortól terjedelmesebb awk programokat szokás szövegfájlba (szkript) menteni. Futtatásuk a következő módon is lehetséges:
```
 
awk
 
-
f
 
cnt
.
awk
 
<
 
valami
.
txt

```

Hatására az interpreter beolvassa az -f kapcsoló után álló szkriptet (cnt.awk), majd feldolgozza a valami.txt szövegfájlt a szkript szabályai szerint. Az eredményeket (szavak számát) a képernyőre írja (stdout).

### Szavak előfordulási gyakoriságának kiszámítása
Szavak gyakoriságáról készít statisztikát asszociatív tömb felhasználásával a következő példa:
```
#stat.awk

 
BEGIN
 
{
 
RS
=
"[^a-zA-Z]+"
}
 
 
 
{
 
words
[
tolower
(
$
0
)]
++
 
}

 
 
END
 
{
 
for
 
(
i
 
in
 
words
)

     
print
 
i
,
 
words
[
i
]

 
}

```

A következő példa feltételes utasítást használ mintakeresésre:
```
 
# cal.awk -- kalóriaszámláló

 
# szövegfájl (táblázat) utolsó oszlopának összegzése és az összeg kiírása

 
#

 
# ha nincs érvényes adatpár, akkor az üres bemeneti sorokkal együtt kihagyja

 
{
if
 
(
NF
 
>
 
1
){

 
# minden rekord utolsó mezőjében lévő számértéket az i-be gyűjti, hozzáadogatva

 
# és kiírja az aktuális sort is

   
i
 
+=
 
$
NF
;
 
print
 
$
0

   
}
 
# feltétel vége

 
}
 
# törzs vége

 
# ha nincs több sor, kiírja az összeg értékét két tabulátor után

 
END
{
print
 
"\t\t"
 
i
}

```

Egy awk programban tetszőleges számú megjegyzést lehet elhelyezni. A megjegyzés sorok a rács (hashmark) "#" karakterrel kezdődnek
és az aktuális programsor végéig tartanak. A megjegyzések és a strukturált írásmód segítik a programok értelmezését más olvasók számára. Előző példa írható tömörebben is:
```
 
# cal.awk

 
{
if
 
(
NF
 
>
 
1
){
i
 
+=
 
$
NF
;
 
print
 
$
0
}}

 
END
{
print
 
"\t\t"
 
i
}

```

### Speciális jelek keresése
Néhány karakter az awk-nyelv részére már foglalva van, tehát nem lehet rájuk közvetlenül keresni. Így például a megjegyzés jel # közvetlenül nem tehető mintába, hiszen előfordulása arra utasítja az értelmezőt, hogy a programsor további részét hagyja figyelmen kívül! Hasonlóan nem lehet közvetlenül mintaként megadni a műveleti jeleket, operátorokat sem. A probléma feloldására
a speciális karaktereket úgynevezett védő-karakterrel (egy darab per-jellel) kell ellátni, ami arra utasítja az interpretert, hogy a következő karaktert ne a vezérlés részeként, hanem szó szerint értelmezzen. Például a megjegyzést tartalmazó minta a következők szerint kereshető:
```
 
# megjegyzés karakter a mintában

 
/\#/

```

A keresés megfordítható a negáló (!) operátor segítségével:
```
# ha: nem megjegyzéssel kezdődő sor, nem üres sor és van érvényes adatpár is

!
 
/^\#/
  
{
if
 
(
NF
 
>
 
1
){

```

Fentieken kívül még számos bonyolultabb program is készíthető awk nyelven, például LISP-interpreter, PRAG a groff részére, stb.